# Semana Catalã de Ciclismo
A Semana Catalã de Ciclismo (Setmana Catalã de Ciclisme em catalão) foi uma competição de ciclismo por etapas que se disputou desde 1963 até 2005.
José Pérez-Francés (primeiro vencedor da prova), Luis Ocaña, Eddy Merckx, Alex Zülle, Laurent Jalabert e Michael Boogerd são os ciclistas que mais vezes têm vencido a prova, todos em duas ocasiões.
O Esport Ciclista Barcelona, era o organizador desta prova, entidade que também organizava a Escalada Ciclista a Montjuic.

## Palmarés
| Ano                       | Vencedor                 | Segundo                        | Terceiro                 |
| ------------------------- | ------------------------ | ------------------------------ | ------------------------ |
| 1963                      | José Pérez-Francés       | Antonio Suárez                 | Fernando Manzaneque      |
| 1964                      | José Pérez-Francés       | José Segú                      | Eusebio Vélez            |
| 1965                      | José Luis Talamillo      | Antonio Bertrán Panadés        | Gregorio San Miguel      |
| 1966                      | José Manuel López        | Antonio Gómez del Moral        | José Manuel Lasa         |
| 1967                      | Txomin Perurena          | Jaume Alomar Florit            | José Pérez-Francés       |
| 1968                      | Mariano Díaz             | Luis Santamarina               | Eusebio Vélez            |
| 1969                      | Luis Ocaña               | José Antonio González          | Dino Zandegù             |
| 1970                      | Italo Zilioli            | Raymond Poulidor               | Luis Ocaña               |
| 1971                      | Raymond Poulidor         | Gösta Pettersson               | Luis Ocaña               |
| 1972                      | Miguel María Lasa        | Raymond Poulidor               | Jesús Manzaneque         |
| 1973                      | Luis Ocaña               | Eddy Merckx                    | Herman Van Springel      |
| 1974                      | Joop Zoetemelk           | Eddy Merckx                    | Joaquim Agostinho        |
| 1975                      | Eddy Merckx              | Luis Ocaña                     | Joop Zoetemelk           |
| 1976                      | Eddy Merckx              | Gonzalo Aja                    | Giuseppe Perletto        |
| 1977                      | Freddy Maertens          | Joseph Bruyère                 | Michel Pollentier        |
| 1978                      | Enrique Cima             | Miguel María Lasa              | Pedro Vilardebo          |
| 1979                      | Claude Criquielion       | Faustino Rupérez               | Felipe Yáñez             |
| 1980 edição não disputada |                          |                                |                          |
| 1981                      | Sven-Åke Nilsson         | Vicente Belda                  | Alberto Fernández Blanco |
| 1982                      | Jostein Wilmann          | Theo de Rooij                  | Tommy Prim               |
| 1983                      | Alberto Fernández Blanco | Faustino Rupérez               | Reimund Dietzen          |
| 1984                      | Phil Anderson            | Reimund Dietzen                | Eduardo Chozas           |
| 1985                      | José Recio               | Phil Anderson                  | Felipe Yáñez             |
| 1986                      | Felipe Yáñez             | Jean-Claude Bagot              | Guido Winterberg         |
| 1987                      | Vicente Belda            | Peter Hilse                    | Miguel Indurain          |
| 1988                      | Sean Kelly               | Anselmo Fuerte                 | Iñaki Gastón             |
| 1989                      | Reimund Dietzen          | Pedro Delgado                  | Pedro Saúl Morales       |
| 1990                      | Iñaki Gastón             | Tony Rominger                  | Raúl Alcalá              |
| 1991                      | Stephen Roche            | Anselmo Fuerte                 | Joaquim Llach Ramisa     |
| 1992                      | Alex Zülle               | Iñaki Gastón                   | Raúl Alcalá              |
| 1993                      | Pedro Delgado            | Laudelino Cubino               | Laurent Dufaux           |
| 1994                      | Stefano Della Santa      | Laurent Dufaux                 | Andrew Hampsten          |
| 1995                      | Francesco Frattini       | Alex Zülle                     | Aitor Garmendia          |
| 1996                      | Alex Zülle               | Íñigo Cuesta                   | Francesco Casagrande     |
| 1997                      | Juan Carlos Domínguez    | Alex Zülle                     | Viatcheslav Ekimov       |
| 1998                      | Michael Boogerd          | Laurent Jalabert               | Alex Zülle               |
| 1999                      | Laurent Jalabert         | Michael Boogerd                | Wladimir Belli           |
| 2000                      | Laurent Jalabert         | Javier Pascual Rodríguez       | Giuseppe Di Grande       |
| 2001                      | Michael Boogerd          | Danilo Di Luca                 | Manuel Beltrán Martínez  |
| 2002                      | Juan Miguel Mercado      | Giuseppe Guerini               | Serguei Gonchar          |
| 2003                      | Dario Frigo              | Josep Jufré                    | David Latasa             |
| 2004                      | Joaquim Rodríguez        | Miguel Ángel Martín Perdiguero | Josep Jufré              |
| 2005                      | Alberto Contador         | David Bernabeu                 | Peio Arreitunandia       |

## Palmarés por países
| Vitorias | País                                    |
| -------- | --------------------------------------- |
| 20       | Espanha                                 |
| 4        | Bélgica , Itália                        |
| 3        | França , Países Baixos                  |
| 2        | Suíça , Irlanda                         |
| 1        | Austrália , Alemanha , Noruega , Suécia |

## Estatísticas

### Corredores com mais vitorias
| Vitorias | Corredor           | País          | Ano         |
| -------- | ------------------ | ------------- | ----------- |
| 2        | José Pérez-Francés | Espanha       | 1963 + 1964 |
| 2        | Luis Ocaña         | Espanha       | 1969 + 1973 |
| 2        | Eddy Merckx        | Bélgica       | 1975 + 1976 |
| 2        | Alex Zülle         | Suíça         | 1992 + 1996 |
| 2        | Michael Boogerd    | Países Baixos | 1998 + 2001 |
| 2        | Laurent Jalabert   | França        | 1999 + 2000 |